# В ожидании отдыха (выставка)
В ожидании отдыха — групповая художественная выставка ростовского товарищества «Искусство или смерть».

## История
Третья «московская» выставка товарищества открылась 5 октября 1990 года в Культурном центре на Петровских линиях.
Кураторами выступили Авдей Тер-Оганьян и Илья Китуп. Весьма экзотического спонсора выставки, ростовское предприятие УМТСС РОСТОВРЫБХОЗ МХП «ТАНА», нашёл Всеволод Лисовский.
Изначально планировалась масштабная выставка «За культурный отдых» с большим количеством участников, был арендован выставочный зал на Петровских линиях, заказаны каталог, афиша и пригласительные билеты. Но поскольку печать каталога задерживалась, кураторами было принято решение провести в арендованном зале выставку «В ожидании отдыха» в несколько сокращённом варианте, с меньшим количеством участников.
На уже отпечатанных афишах Авдей Тер-Оганьян отметил жирными точками имена художников, которые будут представлены на этой «сокращённой» выставке. Та же операция была проделана и с пригласительными билетами.
Внизу афиши был приклеен кусочек бумаги со следующим текстом:
 «Но дело в том, что по многим разным причинам эта выставка пока откладывается на неопределенный срок. (Но она обязательно состоится!) А вместо неё будет другая выставка — „В ожидании отдыха“. К выставке „За культурный отдых“ она абсолютно никакого отношения не имеет. Художники участвующие в выставке „В ожидании отдыха“ помечены в афише звездочками» (орф. авт.).
Поэт Мирослав Немиров читал на вернисаже свои стихи.
Выставка была закрыта администрацией в тот же день.

## Участники выставки
- Авдей Тер-Оганьян
- Валерий Кошляков
- Павел Аксёнов
- Константин Бохоров
- Дмитрий Гутов
- Илья Китуп
- Александр Савко

## Работы
Валерий Кошляков — работы из серии «Украшение красивого». Авдей Тер-Оганьян — работы из серии «Картины для музея» («автопортреты» Матисса, Рембрандта, Пикассо).